# فیض‌آباد (قم)
فیض‌آباد، روستایی است از توابع بخش مرکزی شهرستان قم در استان قم ایران.

## جمعیت
این روستا در دهستان قمرود قرار دارد و براساس سرشماری مرکز آمار ایران در سال ۱۳۸۵، جمعیت آن ۱۷ نفر (۵خانوار) بوده‌است.